# Madonna col Bambino dormiente (Mantegna)
La Madonna col Bambino dormiente è un dipinto tempera a colla su tela (43x32 cm) di Andrea Mantegna, databile al 1465-1470 circa e conservato nella Gemäldegalerie di Berlino.

## Descrizione e stile
Il tema della Madonna col Bambino venne affrontato più volte da Mantegna nel corso della sua vita.
In questa opera, destinata alla devozione privata, ne dà un'interpretazione particolarmente umana e intima, sottolineata dall'assenza di attributi divini. Maria tiene dolcemente a sé il Bambino addormentato e l'atmosfera di intimo raccoglimento è sottolineata dal tenero abbraccio, coi visi che si toccano (seguendo la lezione di Donatello), e dal mantello di broccato che si espande fino ad avvolgere entrambi i soggetti. Gesti ed espressioni sono estremamente naturali, con una semplice impaginazione spaziale su fondo scuro, che comporta alcune semplificazioni, come la dimensione ridotta delle spalle di Maria, in modo da assecondare il ritmo circolare dato dalla linea che va dal collo della Vergine alla sua mano che tiene dolcemente la testa del figlio.
La cromia è ridotta e la luce è incisiva, soprattutto in alcuni dettagli, come la mano destra di Maria, con i solchi chiari così tipici della produzione mantegnesca, o i lucenti riccioli dell'acconciatura.